# پتری یروینن
پتری یروینن (فنلاندی: Petri Järvinen؛ زادهٔ ۹ مهٔ ۱۹۶۵) بازیکن فوتبال اهل فنلاند بود.
از باشگاه‌هایی که در آن بازی کرده‌است می‌توان به باشگاه فوتبال هاکا، باشگاه فوتبال سن پائولی، باشگاه فوتبال ایلوس، و باشگاه فوتبال کوسیسی اشاره کرد.
وی همچنین در تیم ملی فوتبال فنلاند بازی کرده‌است.